# Aérodrome d'Albi - Le Sequestre
L’aérodrome d’Albi - Le Sequestre (code IATA : LBI • code OACI : LFCI) est un aérodrome civil, ouvert à la circulation aérienne publique (CAP), situé sur la commune du Sequestre à 2,5 km au sud-ouest d’Albi dans le Tarn (région Occitanie, France).
Il est utilisé pour le transport aérien (national et international) et pour la pratique d’activités de loisirs et de tourisme (aviation légère, hélicoptère et montgolfière). Depuis 1959, il partage son site avec le circuit automobile d’Albi.

## Histoire
L'aérodrome a été créé en 1933. 
En 1969, a eu lieu la construction d'une piste de 800m, d'un taxiway, de parkings et de hangars.  
La piste est allongée à 1 380 m en 1974 puis 1 630 m en 1980.  
En 1959, est construit à circuit automobile autour de l'aéroport, venant même couper la piste (passant alors à 1 200 m).  
Au milieu des années 70, l'aéroport a été le siège de la compagnie aérienne C.A.L. (compagnie aérienne du Languedoc), créée par l'industriel albigeois René Mauriès et rachetée par Air Littoral à partir de 1986. La C.A.L. n'exploitait pas de ligne au départ d'Albi mais au départ de l'aéroport de Limoges, puis au départ de Clermont-Ferrand.
La ligne Albi-Paris a commencé en 1975 avec la compagnie Uni Air Rouergue (basée à Rodez, qui prendra la dénomination Air Rouergue puis UAR-Air Rouergue, UAR pour Union Aéronautique Régionale) et a duré vingt ans jusqu'en 1995 (dernier vol 29 septembre 1995). 
Entre-temps, il y a eu des tentatives assez éphémères de lancer des lignes vers Lyon et Marseille en 1978 abandonnées après six mois. UAR exploitait un Beechcraft 99 sur la ligne Albi-Rodez en 1977, un De Havilland Canada DHC-6 sur la ligne Albi - Rodez - Le Puy - Lyon en 1977 également.
Entre avril et décembre 1989, Une ligne privée Albi - Grenoble s'est essayée par la compagnie Capitole Air Transport basé à Toulouse (ANAX Aviation) en Beechcraft 90.
Dans les années 90, la ligne vers Paris-Orly était assurée par la compagnie TAT en Fokker 28 ou Fokker 27 via Rodez ou Castres. La TAT avait confié l'exploitation de la ligne Albi-Castres-Paris Orly en Fokker 28 de 1994 à 1995 à la compagnie MID Airways (code OACI : MID, code IATA : MI , indicatif radio : MID AIRWAYS) basée sur l'aéroport de Castres et qui avait été créée pour cette convention d'exploitation de la ligne pour le compte de la TAT.  
L’aérodrome est géré par la ville d’Albi depuis le 1er janvier 2016 avec le soutien du conseil départemental. La chambre de commerce et d'industrie du Tarn s'étant désengagée en 2015 du syndicat mixte de l'aéroport.

## Installations

### Piste(s)
L’aérodrome dispose d’une piste bitumée orientée est-ouest (09/27), longue de 1 560 mètres et large de 30. Elle est dotée :
- d’un balisage diurne et nocturne (feux haute intensité) ;
- d’un indicateur de plan d’approche (PAPI) pour chaque sens d’atterrissage ;
- d’un système d’atterrissage aux instruments (ILS) pour le sens d’atterrissage 09

Sachant que le circuit automobile traverse la piste, lorsqu’il est utilisé, la longueur de la piste est réduite a 1200m

### Prestations

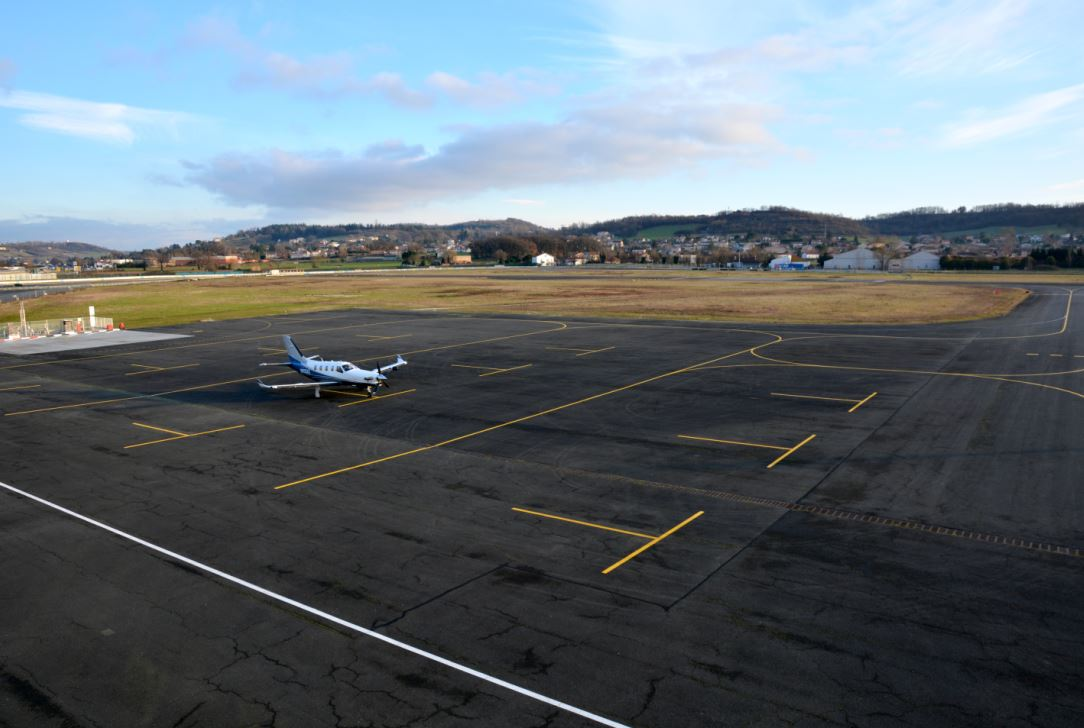
Le tarmac de l'aérodrome vu depuis la tour de contrôle.

L’aérodrome n’est pas contrôlé mais dispose d’un service d’information de vol (AFIS). Les communications s’effectuent sur la fréquence de 118,950 MHz. Il est agréé pour le vol à vue (VFR) de nuit et le vol aux instruments (IFR).
S’y ajoutent :
- une aire de stationnement de 12 000 m2 ;
- une aérogare de 120 m2 (capacité de traitement de 30 000 passagers par an) ;
- des hangars d’une surface totale de 1 400 m2 ;
- une station d’avitaillement en carburant (100LL et Jet A1) ;
- plusieurs hôtels et restaurants[12].

## Activités

### Transport aérien
Il n'y a plus de ligne commerciale depuis 1995.

### Loisirs et tourisme
- Aéroclub d’Albi

En 2015, il y eut 973 sauts en parachute. L'aérodrome héberge aussi une activité saisonnière de montgolfières touristique et de loisirs.

### Statistiques
| Mouvements                 | 2000   | 2001   | 2002   | 2003   | 2004   | 2005   | 2006   | 2007   | 2008   | 2009   | 2010   | 2011   | 2012   | 2013   | 2014   | 2015   | 2016   | 2022   |  |
| -------------------------- | ------ | ------ | ------ | ------ | ------ | ------ | ------ | ------ | ------ | ------ | ------ | ------ | ------ | ------ | ------ | ------ | ------ | ------ |  |
| Mouvements commerciaux     | 19     | 20     | 38     | 34     | 57     | 57     | 28     | 50     | 46     | 38     | 26     | 51     | 50     | 38     | 33     | 26     | 34     | 24     |  |
| Mouvements non commerciaux | 12 367 | 12 200 | 12 173 | 11 257 | 12 160 | 11 567 | 12 668 | 12 014 | 11 767 | 12 146 | 13 067 | 14 244 | 14 734 | 13 704 | 15 061 | 14 993 | 15 530 | 13787  |  |
| - Locaux                   | 6 948  | 6 421  | 6 956  | 5 858  | 7 242  | 7 083  | 7 858  | 7 596  | 7 125  | 7 420  | 8 108  | 8 592  | 9 172  | 8 435  | 9 434  | 9 720  | 10 724 | 9 977  |  |
| - Voyages                  | 5 419  | 5 779  | 5 217  | 5 399  | 4 918  | 4 484  | 4 810  | 4 418  | 4 642  | 4 726  | 4 959  | 5 652  | 5 562  | 5 269  | 5 627  | 5 273  | 4 806  | 3 810  |  |
| Total                      | 12 386 | 12 220 | 12 211 | 11 291 | 12 217 | 11 624 | 12 696 | 12 064 | 11 813 | 12 184 | 13 093 | 14 295 | 14 784 | 13 742 | 15 094 | 15 019 | 15 564 | 13 811 |  |

| \| 20 km1:2 341 000 \| Albi · Le Sequestre Montauban Millau · Larzac Cassagnes · Bégonhès Villefranche-de-Rouergue Mende · Brenoux Nogaro Condom · Valence-sur-Baïse Cahors · Lalbenque Figeac · Livernon Lasbordes Muret-Lherm · Saint-Gaudens · Montréjeau Bagnères · de-Luchon Pamiers · Les Pujols Saint-Girons · Antichan Castelnaudary · Villeneuve Lézignan · Corbières Alès · Cévennes Toulouse · Blagnac Francazal · Auch · Gers Castres · Mazamet Rodez · Aveyron Tarbes · Lourdes · Pyrénées Brive · Souillac Carcassonne · Salvaza Montpellier · Méditerranée Béziers · Cap d'Agde Nîmes · Garons Perpignan · Rivesaltes |
| 20 km1:2 341 000 |